# Islote Rojo
El islote Rojo es un pequeño islote marítimo deshabitado de la Argentina, ubicado en el Departamento Florentino Ameghino de la Provincia del Chubut. Sus medidas máximas son 700 metros de longitud en sentido este-oeste y 360 metros de ancho máximo en sentido norte-sur. Presenta una forma triangular con el eje mayor en sentido este-oeste. Se halla en el mar Argentino, a 2,5 kilómetros de la costa continental.
El Islote Rojo forma parte de un pequeño archipiélago ubicado en el extremo norte del Golfo San Jorge, que también integran la Isla Leones o Buque (donde se encuentra el Faro Isla Leones), la isla Península Lanaud, así como otros islotes y rocas menores. 
Se trata de un islote rocoso que presenta restingas en sus costas. También existen colonias de cría de cormorán de cuello negro (Phalacrocorax magellanicus).
En 2008 se creó el Parque Interjurisdiccional Marino Costero Patagonia Austral, el cual incluye al islote Rojo.